# 전통사회
전통사회(傳統社會, traditional society)는 사회학에서 의상과 관습의 지배적인 역할과 더불어 미래가 아닌 과거 지향에 의해 특징화된 사회를 말한다. 이러한 사회는 가족과 사업 간 구별의 부재가 특징이며 노동 구분은 주로 나이, 성별, 사회적 지위에 의해 영향을 받는다.
로스토가 『경제성장의 제단계』란 저서에서 새로운 경제발전 단계를 제시했을 때, 그 제1단계를 전통사회라고 부른 이래 자주 쓰이게 된 개념이다. 다만 로스토 이전에도 베버(Max Weber 1864  1920)가 지배의 3유형으로 전통 지배·카리스마 지배·의법(依法)지배라 했을 때, 전통 지배형의 사회를 전통사회라 부르기도 했다. 사람들의 행동이 전통에 의해 제일 강하게 규정되어 있는 사회는 당연히 정태적(情態的) 내지 정체적(停滯的)이며, 일체의 혁신에 대하여 적극적으로 억제할 것이다.

## 같이 보기
- 민속
- 공동사회와 이익사회
- 근대화 이론
- 재러드 다이아몬드